# Temax
Temax es una localidad del estado de Yucatán, México, cabecera del municipio homónimo.

## Localización
Temax se encuentra en la región nor-poniente del estado. Dista geográficamente 110 kilómetros de la ciudad de Mérida, la capital del estado, en dirección este.

## Toponimia
El toponímico Temax significa en idioma maya lugar de monos, por derivarse de las voces Te, aquí y maax,  nombre que se le da a una especie de mono.

## Datos históricos
Temax está enclavado en la región que perteneció al cacicazgo de Ah Kin Chel. 
Fue una encomienda durante la época colonial.
A partir de 1825 el pueblo pertenceció al Partido de la Costa, cuya cabecera fue la ciudad de Izamal.
La localidad fue nombrada villa en 1867 y ciudad en 1914, pero después volvió a la categoría de villa.

## Galería

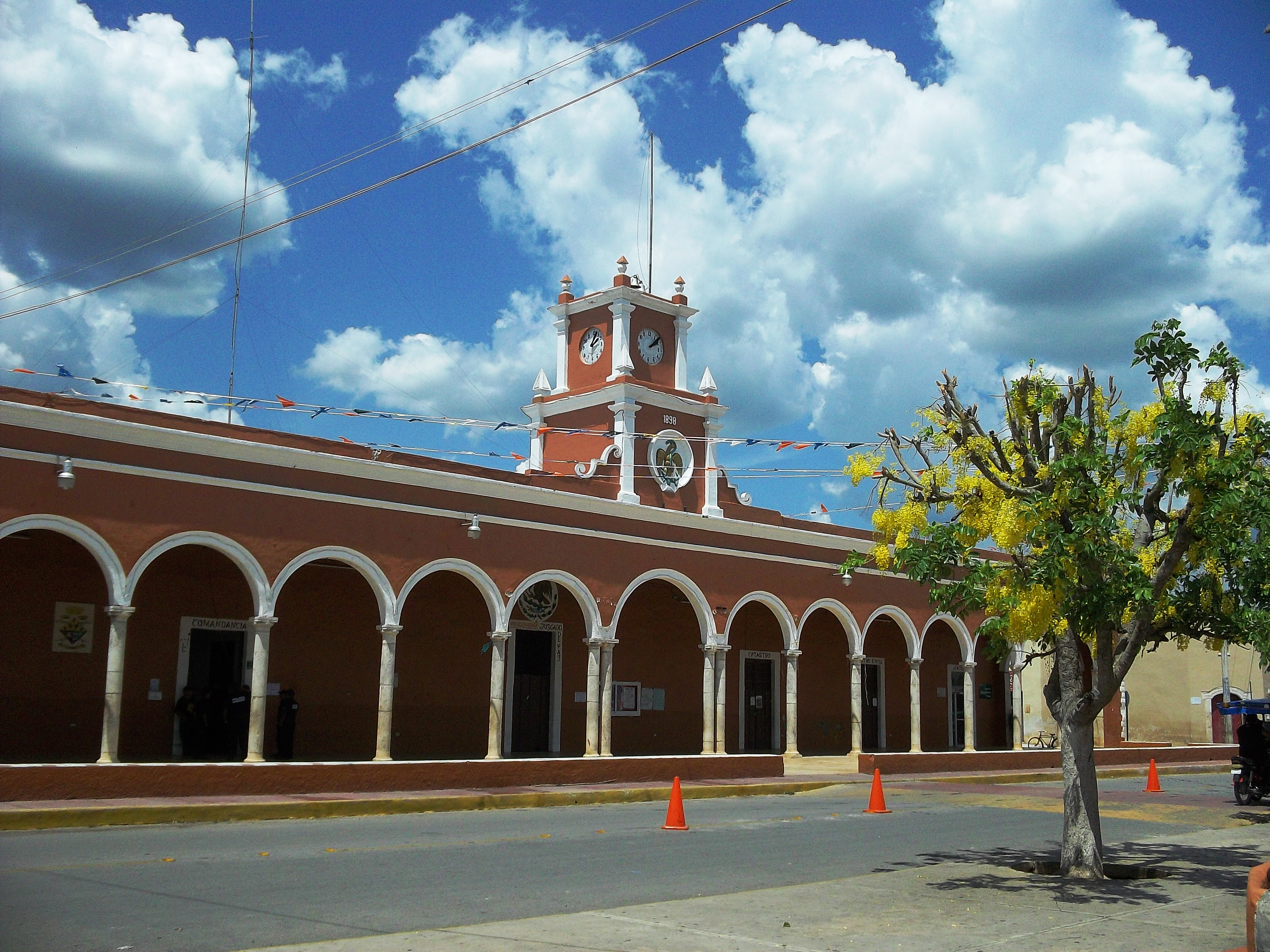
Palacio municipal de Temax.
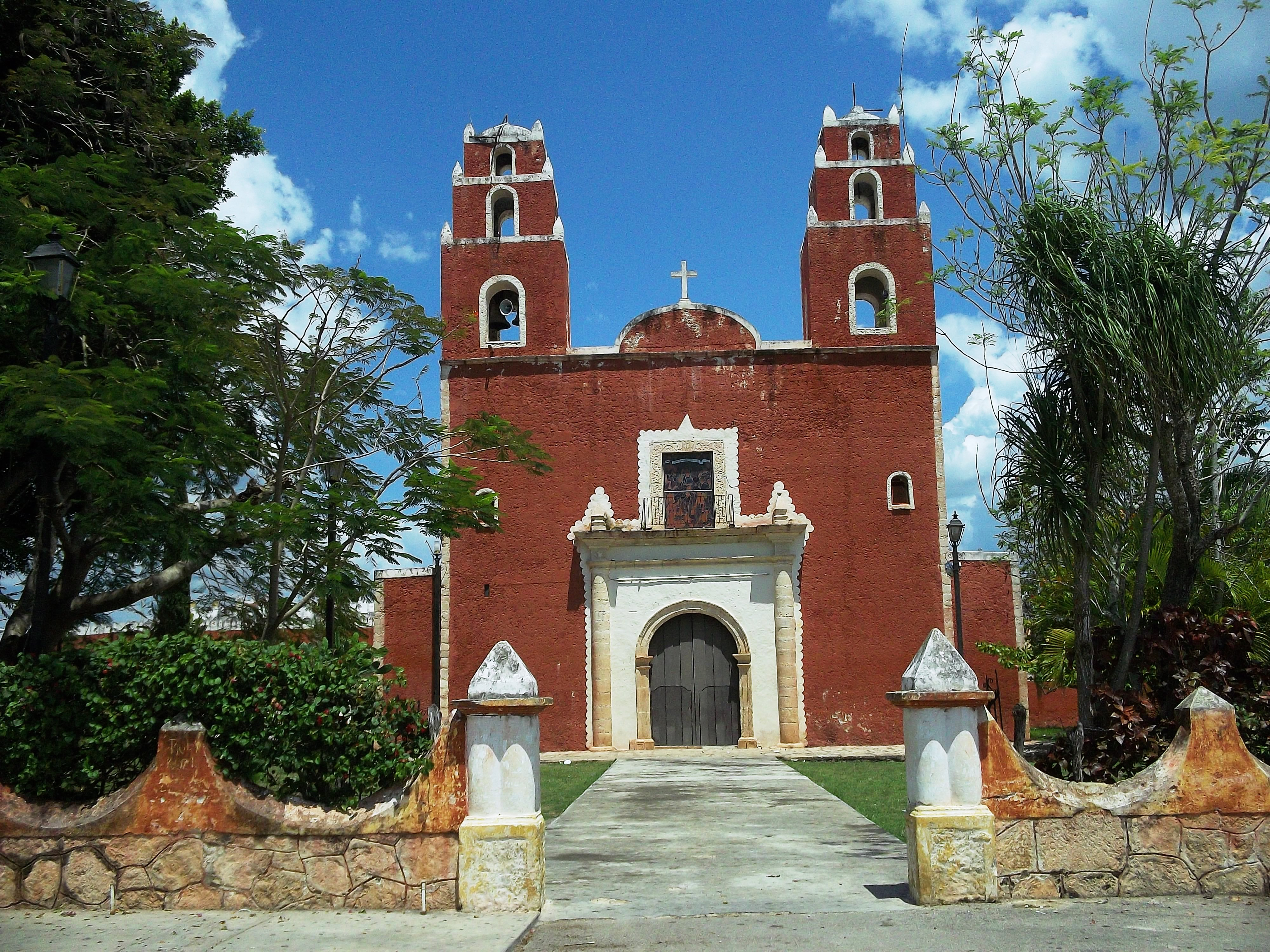
Iglesia principal de Temax.
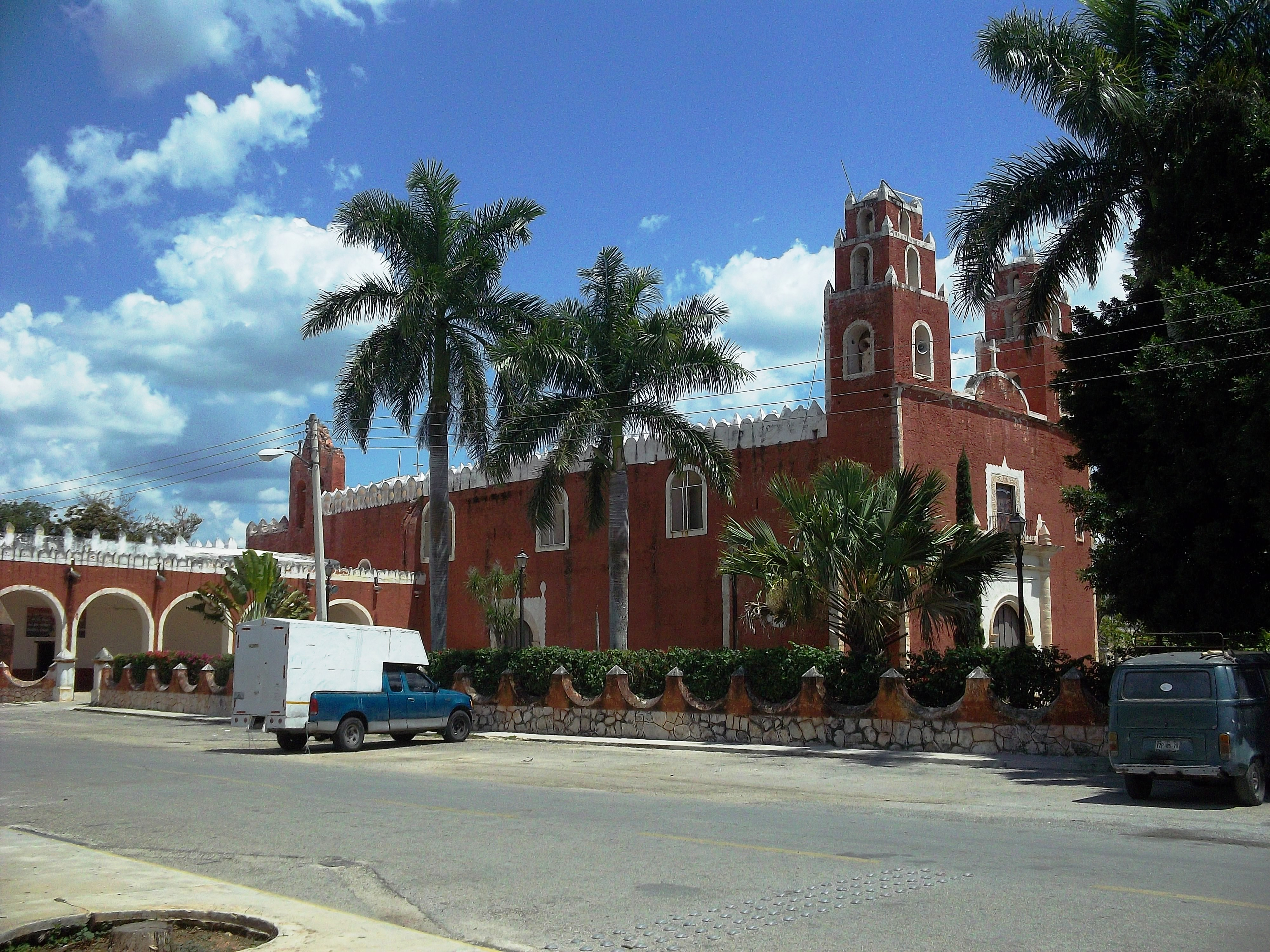
Iglesia principal de Temax.
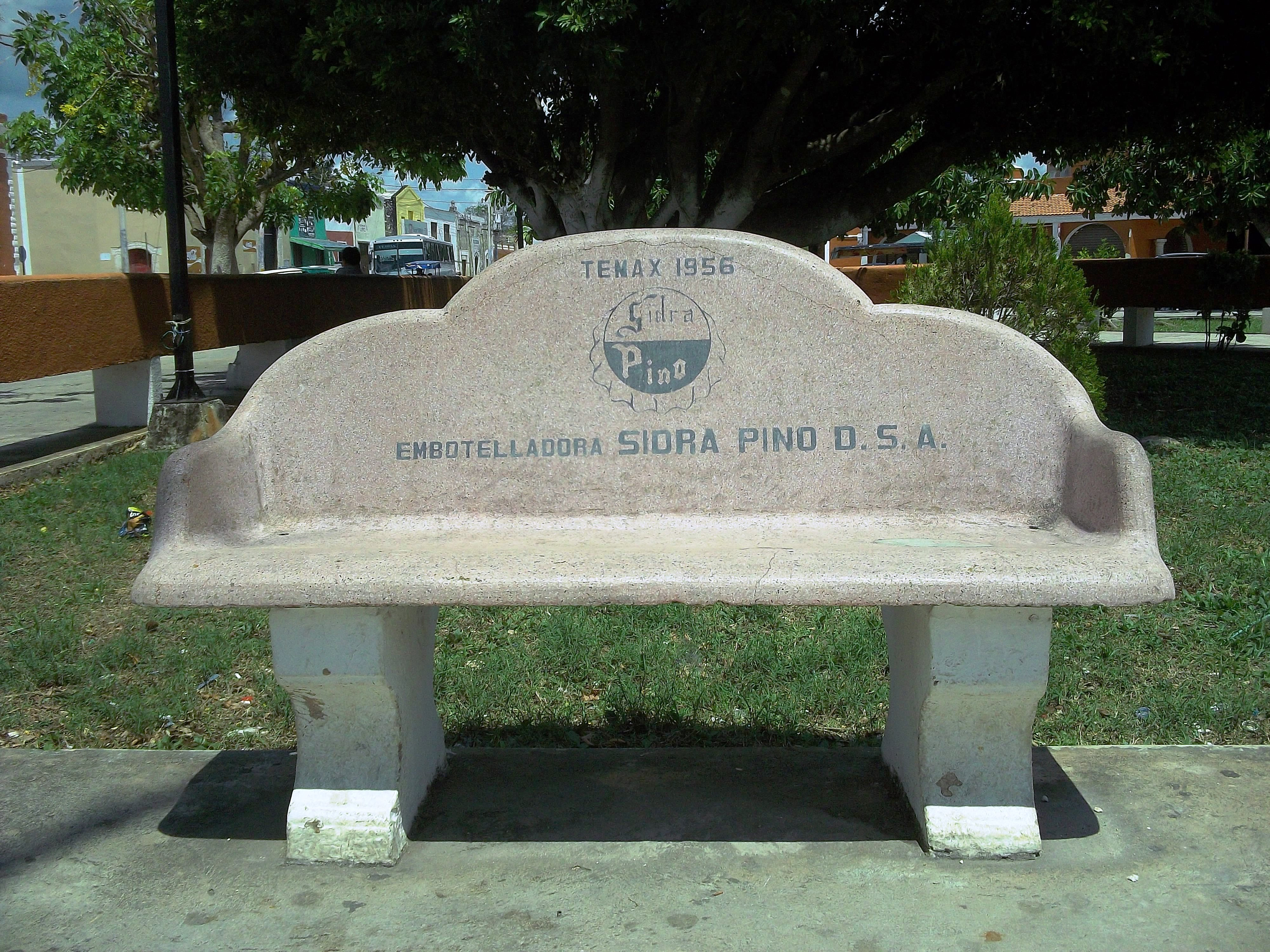
Parque principal de Temax.
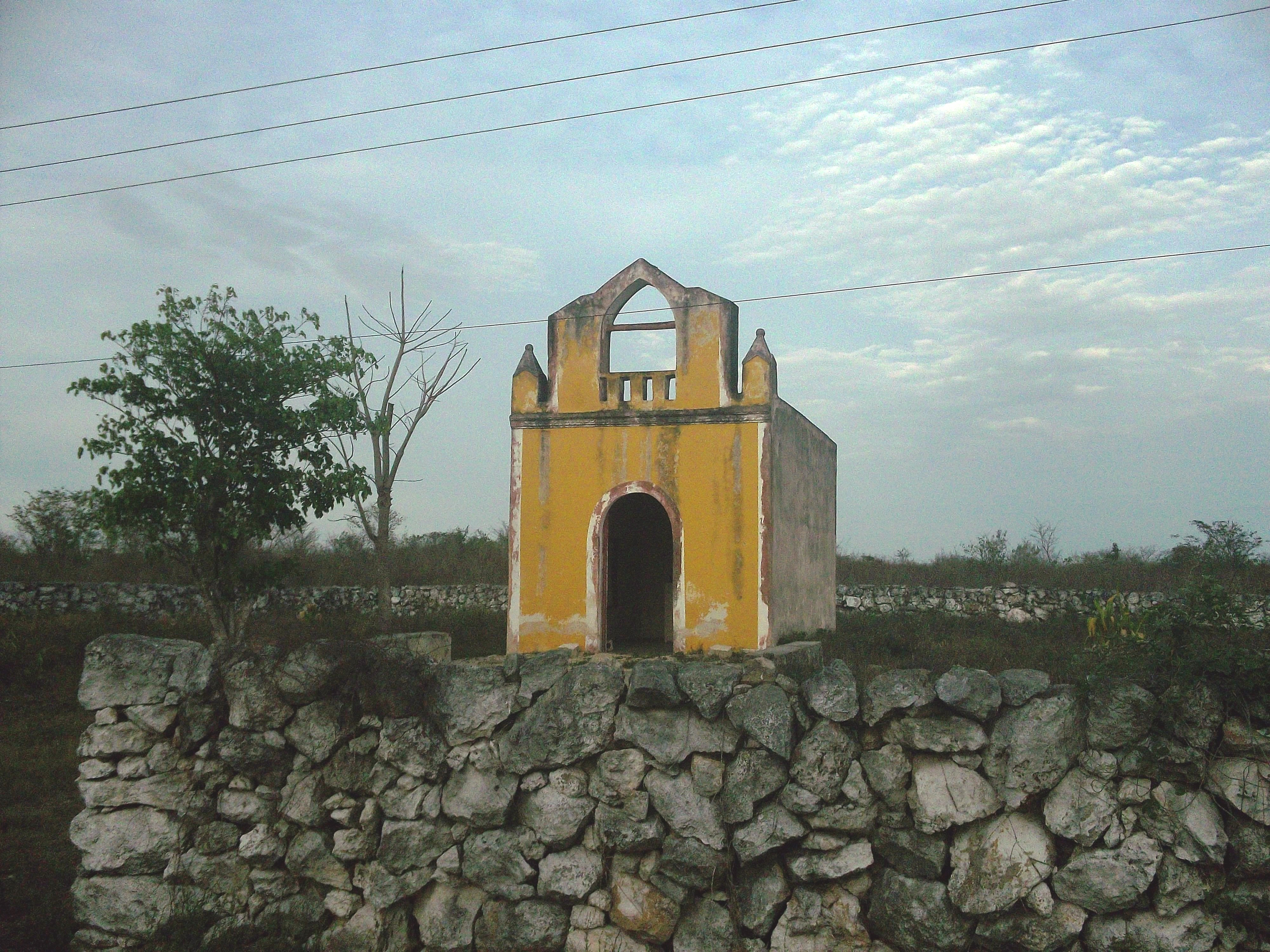
Ermita de Temax.